# Телоген (хімія)
Телоген (англ. telogene) — регулятор росту ланцюга за конденсаційної теломеризації, що передає ланцюг в процесах теломеризації. У випадку радикальної теломеризації є сполукою, здатною до гомолітичних реакцій по зв'язках C–H, C–Hlg, S–H, N–Hlg, Si–H, а у випадку йонної — до генерації йонів (галогенпохідні вуглеводнів, спирти, аміни, карбонові кислоти, їхні похідні, ацеталі, ортоестери).